# EM-алгоритм
EM-алгоритм (англ. Expectation-maximization (EM) algorithm) — алгоритм, що використовується в математичній статистиці для знаходження оцінок максимальної схожості параметрів ймовірних моделей, у випадку, коли модель залежить від деяких прихованих змінних. Кожна ітерація алгоритму складається з двох кроків. На E-кроці (expectation) вираховується очікуване значення функції правдоподібності, при цьому приховані змінні розглядаються як спостережувані. На M-кроці (maximization) вираховується оцінка максимальної схожості, таким чином збільшується очікувана схожість, вирахувана на E-кроці. Потім це значення використовується для E-кроку на наступній ітерації. Алгоритм виконується до збіжності.
Часто EM-алгоритм використовують для розділення суміші функції Гауса.

## Опис алгоритму
Нехай {\displaystyle {\textbf {X}}} — деяке з значень спостережуваних змінних, а {\displaystyle {\textbf {T}}} — прихованні змінні. Разом {\displaystyle {\textbf {X}}} і {\displaystyle {\textbf {T}}} утворюють повний набір даних. Взагалі, {\displaystyle {\textbf {T}}} може бути деякою підказкою, яка полегшує рішення проблеми у випадку, якщо вона відома. Наприклад, якщо є суміш розподілів, функція правдоподібності легко виражається через параметри відокремлених розподілів суміші.
Покладемо {\displaystyle p\,} — густину імовірності (в безперервному випадку) або функція ймовірностей (в дискретному випадку) повного набору даних з параметрами {\displaystyle \Theta }: {\displaystyle p(\mathbf {X} ,\mathbf {T} |\Theta ).} Цю функцію можна розуміти як правдоподібність всієї моделі, якщо розглядати її як функцію параметрів {\displaystyle \Theta }. Зауважимо, що умовний розподіл прихованої компоненти при деякому спостереженні та фіксованому наборі параметрів може бути вираженим так:
{\displaystyle p(\mathbf {T} |\mathbf {X} ,\Theta )={\frac {p(\mathbf {X} ,\mathbf {T} |\Theta )}{p(\mathbf {X} |\Theta )}}={\frac {p(\mathbf {X} |\mathbf {T} ,\Theta )p(\mathbf {T} |\Theta )}{\int p(\mathbf {X} |\mathbf {\hat {T}} ,\Theta )p(\mathbf {\hat {T}} |\Theta )d\mathbf {\hat {T}} }}},
використовуючи розширену формулу Байеса і формулу повної ймовірності. Таким чином, нам необхідно знати тільки розподіл спостережуваної компоненти при фіксованій прихованій {\displaystyle p(\mathbf {X} |\mathbf {T} ,\Theta )} і ймовірності прихованих даних {\displaystyle p(\mathbf {T} |\Theta )}.
EM-алгоритм ітеративно покращує початкову оцінку {\displaystyle \Theta _{0}}, обчислюючи нові значення оцінок {\displaystyle \Theta _{1},\Theta _{2},} і так далі. На кожному кроці перехід до {\displaystyle \Theta _{n+1}\,} від {\displaystyle \Theta _{n}\,} виконується таким чином:
{\displaystyle \Theta _{n+1}=\arg \max _{\Theta }Q(\Theta )}
де {\displaystyle Q(\Theta )} — математичне сподівання логарифма правдоподібності. Іншими словами, ми не можемо відразу обчислити точну правдоподібність, але за відомими даними ({\displaystyle X}) ми можемо знайти  апостеріорну  оцінку ймовірностей для різних значень прихованих змінних {\displaystyle T}. Для кожного набору значень {\displaystyle T} і параметрів {\displaystyle \Theta } ми можемо обчислити математичне сподівання функції правдоподібності з даного набору {\displaystyle X}. Воно залежить від попереднього значення {\displaystyle \Theta }, бо це значення впливає на ймовірності прихованих змінних {\displaystyle T}.
{\displaystyle Q(\Theta )} обчислюється таким чином:
{\displaystyle Q(\Theta )=E_{\mathbf {T} }\!\!\left[\log p\left(\mathbf {X} ,\mathbf {T} \,|\,\Theta \right){\Big |}\mathbf {X} \right]}
тобто умовне математичне сподівання {\displaystyle \log p\left(\mathbf {X} ,\mathbf {T} \,|\,\Theta \right)} при умові {\displaystyle \Theta }.
Іншими словами, {\displaystyle \Theta _{n+1}} — це значення, максимізуючи (M) умовне математичне сподівання (E) логарифма правдоподібності при даних значеннях спостережуваних змінних і попередньому значенні параметрів.
У безперервному випадку значення {\displaystyle Q(\Theta )} вираховується так:
{\displaystyle Q(\Theta )=E_{\mathbf {T} }\!\!\left[\log p\left(\mathbf {X} ,\mathbf {T} \,|\,\Theta \right){\Big |}\mathbf {X} \right]=\int _{-\infty }^{\infty }p\left(\mathbf {T} \,|\,\mathbf {X} ,\Theta _{n}\right)\log p\left(\mathbf {X} ,\mathbf {T} \,|\,\Theta \right)d\mathbf {T} }

## Альтернативний опис
За певних обставин зручно розглядати EM-алгоритм як два чергуються кроку максимізації.
Розглянемо функцію:
{\displaystyle F(q,\theta )=\operatorname {E} _{q}[\log L(\theta ;x,Z)]+H(q)=-D_{\text{KL}}{\big (}q{\big \|}p_{Z|X}(\cdot |x;\theta ){\big )}+\log L(\theta ;x)}
де q — розподіл ймовірностей неспостережуваних змінних Z; pZ|X(· |x;θ) — умовний розподіл неспостережуваних змінних при фіксованих спостережуваних x і параметрах розподілення ймовірностей неспостережуваних змінних θ; H — ентропія і DKL — відстань Кульбака — Лейблера.
Тоді кроки EM-алгоритму можна показати як:
E(xpectation) крок: Вибираємо q, щоб максимізувати F:
{\displaystyle q^{(t)}=\operatorname {*} {arg\,max}_{q}\ F(q,\theta ^{(t)})}
M(aximization) крок: Вибираємо θ, щоб максимізувати F:
{\displaystyle \theta ^{(t+1)}=\operatorname {*} {\arg \,max}_{\theta }\ F(q^{(t)},\theta )}